# Luuk de Ligt
Luuk de Ligt (Vlaardingen, 1963) is een Nederlands historicus. De Ligt is hoogleraar Oude Geschiedenis aan de Universiteit Leiden.

## Loopbaan
In 1988 studeerde de Ligt cum laude af met een master in Latijn en Grieks. In 1990 volgde hij dit op met een Cambridge-diploma in geschiedstudies. In 1992 ging hij aan de Universiteit van Utrecht college geven over Romeins recht. Zijn doctoraat, met als onderwerp beurzen en markten in het Romeinse rijk, behaalde hij in 1993 cum laude aan de Universiteit van Amsterdam. Hierna werd De Ligt universitair hoofddocent oude geschiedenis in Utrecht. Sinds 2002 is hij professor oude geschiedenis en Grieks en Latijns epigrafie in Leiden. De Ligt gaf leiding aan meerdere grote projecten. Zo was er in 2003 het VICI-project "Peasants, Citizens and Soldiers" met een budget van 1,5 miljoen euro. In 2010 stond hij aan het hoofd van een project ter waarde van 800.000 euro over de arbeidsmarkt in Romeins Italië. In 2012 kreeg De Ligt van de European Research Council 2,5 miljoen euro om onderzoek te doen naar de economische verhoudingen tussen de tweeduizend steden van het Romeinse Rijk.
Sinds 2016 is de Ligt lid van de Academia Europaea.

## Onderzoeksgebied
De Ligts onderzoeksgebied is het sociaal-economische en politieke bestel in de Grieks-Romeinse Oudheid. De Ligt bestudeert bijvoorbeeld het functioneren van markten in de Grieks-Romeinse wereld, de bevolkingsgeschiedenis van Romeins Italië, de sociale structuur van antieke steden en de rol van steden binnen het Romeinse rijk. Ook houdt hij zich bezig met primaire bronnen zoals juridische of literaire teksten uit de oudheid. 

## Publicaties (selectie)
- (2012) de Ligt, L.,  Peasants, Citizens and Soldiers. Studies in the Demographic History of Roman Italy 225 BC-AD 100, Cambridge
- (2005-2011) Spruit, J.E., Chorus, J.M.J. en de Ligt, L. (eds.), Corpus Iuris Civilis. Tekst en Vertaling: Codex Iustinianus, 3 vols, Amsterdam
- (2008) de Ligt, L. en Northwood (eds.), People, Land and Politics. Demographic Developments and the Transformation of Roman Italy, 300 BC-AD 14, Leiden
- (2004), de Ligt L, Hemelrijk EA, Singor HW (eds.), Roman Rule and Civic Life: Local and Regional Perspectives, Amsterdam
- (2002) de Ligt L, de Ruiter J, et al. (eds.), Viva vox iuris Romani. Essays in honour of Johannes Emil Spruit, de Ligt L, de Ruiter J, et al. (eds.), Amsterdam

- Bibsys: 1460961538724
- Biblioteca Nacional de España: XX5603895
- Bibliothèque nationale de France: cb129736971 (data)
- CiNii: DA08897443
- Gemeinsame Normdatei: 1055777474
- International Standard Name Identifier: 0000 0000 7973 5800
- Library of Congress Control Number: n94059407
- Nationale Bibliotheek van Israël: 987007311068605171
- Nederlandse Thesaurus van Auteursnamen: 074121383
- Réseau des bibliothèques de Suisse occidentale: 02-A000048071
- Système universitaire de documentation: 057061254
- Virtual International Authority File: 37048784
- WorldCat: E39PBJrGtwX9j7kG9GmYFVPfbd